# También la lluvia
También la lluvia é um filme de drama e ficção histórica franco-hispano-mexicano de 2010, dirigido por Icíar Bollaín. É o quinto longa-metragem de Bollaín e o primeiro que ela não participa do roteiro, que foi escrito por Paul Laverty, habitual colaborador de Ken Loach.
También la lluvia é um filme dentro de outro filme. Narra a rodagem de um filme de época em torno do mito de Cristovão Colombo, a quem muitos descrevem como um homem obcecado pelo ouro, caçador de escravos e repressor de etnias. Em um contexto baseado no fatos reais ocorridos em 2000, quando a população de uma das nações mais pobres da América do Sul se revoltou contra uma poderoso multinacional estadunidense e recuperou um bem básico: a água. Os protestos de trabalhadores, as greves e manifestações deixaram a cidade de Cochabamba ilhada durante muitos dias, depois que a companhia norte-americana Bechtel tentou subir de maneira abusiva o preço da água. A dimensão do protesto tal que a empresa abandonou o mercado boliviano, o contrato da água foi cancelado e foi instalada uma nova companhia sob o controle público.
Em 15 de setembro de 2010 o filme foi pre-selecionado para representar a Espanha nos prêmios Oscar, juntamente com Lope e Cela 211. Ao final, Também a Chuva foi a escolhida. O filme também foi selecionado para participar dos prêmios Ariel, no México. Participou no Festival Internacional de Cinema de Toronto, na categoria Contemporary World Cinema. Foi o filme encarregado de abrir a 55ª Semana Internacional de Cinema de Valladolid.
Sobre También la lluvia, a diretora afirma não ser um filme intimista, mas sim pautado pelos personagens, parecida com seus filmes anteriores, porém mais complexa, por mesclar uma parte com história de época e outra parte com o presente.

## Sinopse
También la lluvia é baseado na Guerra da Água, que realmente ocorreu em Cochabamba (Bolívia), em abril de 2000. O filme conta a história de Sebastián e Costa, um diretor e um produtor que querem fazer um filme sobre Cristovão Colombo - a história de um Colombo obcecado pelo ouro e repressor dos índios. Enquanto rodam o filme, em Cochabamba ocorre uma revolta popular contra a  privatização do sistema de água da cidade a uma multinacional. 
Quinhentos anos depois de Colombo, paus e pedras se enfrentam de novo frente ao aço e pólvora de um exército moderno. Só que desta vez não lutam pelo ouro, mas sim pelo mais simples dos elementos vitais: a água. Passado e presente, ficção e realidade se misturam.

## Elenco
- Luis Tosar ... Costa
- Gael García Bernal ... Sebastián
- Juan Carlos Aduviri ... Daniel/Hatuey
- Karra Elejalde .... Antón/Cristóvão Colombo
- Carlos Santos ... Alberto/Bartolomé de las Casas
- Raúl Arévalo ... Juan/António de Montesinos
- Cassandra Ciangherotti ... María
- Milena Soliz	... Belén/Panuca
- Leónidas Chiri ... Teresa
- Ezequiel Diaz	... Bruno

## Produção
Icíar Bollaín teve pela frente seu maior desafio cinematográfico, sendo este o seu filme mais ambicioso. Rodado na Bolívia, na selva do Chapare e na cidade de Cochabamba, o filme é contou com mais de 4000 figurantes (mais de 300 indígenas) e elenco de apoio, além de uma equipe com cerca de 130 pessoas em mais de 70 locações, quase todas para a realização de cenas externas. 